# Yazid ben Mohammed
Moulay Yazid ben Mohammed(en arabe : مولاي اليزيد), né le 6 mai 1750 à Fès et mort le 23 février 1792 est le sixième sultan alaouite du Maroc du 9 avril 1790 au 23 février 1792.

## Biographie
Il est le fils de Mohammed III, sa mère est une concubine esclave espagnole (Irlandaise d'après Michel Abitbol) probablement renommée Lalla Sargetta. Sur le trône, il fut précédé par son père et ses frères Moulay Hicham et Moulay Slimane lui succèdent.

### Un prince instable
Lorsque la Révolution française éclata à Paris, Mohammed III entamait la dernière année de son règne. Affaibli et malade. Son attention était surtout centrée sur les graves répercussions d'une récente famine dévastatrice et sur les agissements problématiques de son fils favori, le prince Moulay Yazid. Connu sous le surnom d’« al-Az’ar » à cause de ses cheveux blonds hérités de sa mère irlandaise, ce dernier n’avait jamais caché son intention de renverser son père. En 1789, il commit l’impudence de piller la caravane marocaine du Hajj (Rakb al-Hajj) à son arrivée à La Mecque, un convoi qui transportait traditionnellement des membres de la famille royale et des hauts dignitaires. Cet acte scandalisa tant Sidi Mohammed qu’il renia publiquement Moulay Yazid, lui interdisant l’accès à La Mecque, Jérusalem, Constantinople, et aux mausolées chérifiens de Tafilelt et Zerhoun. En réponse, Moulay Yazid défia son père et, après des séjours tumultueux au Caire, à Tripoli, à Tunis et à Alger, rentra secrètement au Maroc. Il trouva refuge au mausolée de Moulay 'Abd al-Salam Ibn Mashish dans le Rif, un lieu sacré où, selon la tradition du « hurm », personne ne pouvait l’en déloger.

### Prise de pouvoir dans la guerre
Après la mort de son père en 1790, bien que très populaire malgré ses abus, et bénéficiant du soutien d'une partie de l'armée, Yazid ne fut reconnu comme dirigeant que dans le nord du Maroc, notamment à Meknès et à Fès. Les habitants de Marrakech et des régions du Sud préféraient son frère Moulay Hisham, bien que ce dernier n'ait pas une meilleure réputation. À peine couronné à Meknès, Moulay Yazid se démarqua de la politique pacifique de son père envers l'Espagne et déclara immédiatement la guerre sainte contre la présence espagnole à Ceuta. En réponse, l'Espagne bombarda Tanger après l'arrestation de ses consuls et religieux à Larache, Essaouira et Tanger. Moulay Yazid, abandonné par les troupes du Haouz, des Doukkala et des Abda qui se rallièrent à Moulay Hisham à Marrakech, assiégea Marrakech et ordonna le massacre de milliers de ses habitants. Il persécuta également violemment les communautés juives de Marrakech et d'Essaouira, les dépouillant de leurs biens et les emprisonnant en masse à cause de leurs liens avec l'ancien roi.
Selon l'Encyclopedia Judaica, il a été un sultan particulièrement cruel. Il a fait pendre, jusqu'à leur mort, par les pieds pendant 15 jours, les notables juifs de la ville de Meknès. Plus tard, il a fait crever les yeux de 300 notables juifs.    À Fès, les juifs devaient porter du jaune pour se distinguer des musulmans. Le sultan aurait même fait bâtir une mosquée avec les pierres tombales du cimetière juif de la ville.

### Mort
Après avoir affronté l'Espagne, Moulay Yazid fera campagne contre son frère établi à Marrakech. Il meurt le 23 février 1792 d'une balle dans la tête lors de la bataille finale contre son frère Moulay Hicham. Il eut également deux fils : Moulay Ibrahim et Moulay Saïd.